# Tubi 60
Tubi 60 — ликёр на основе цитрусовых, крепостью 40 % алкоголя. Напиток разработан и производится в Израиле с использованием местных трав, фруктов и специй. Используется как для изготовления коктейлей, так и в чистом виде.

## История
В 2012 году он был создан двумя братьями Туби из Хайфы в 2012 году, затем стал популярен в Иерусалиме и только через несколько лет в барах Тель-Авива. В настоящее время продаётся по всей стране и экспортируется за границу, в том числе в США, Германию, Норвегию, Мексику. Разливается в бутылки емкостью 770 мл.